# Kurt Ohnsorg

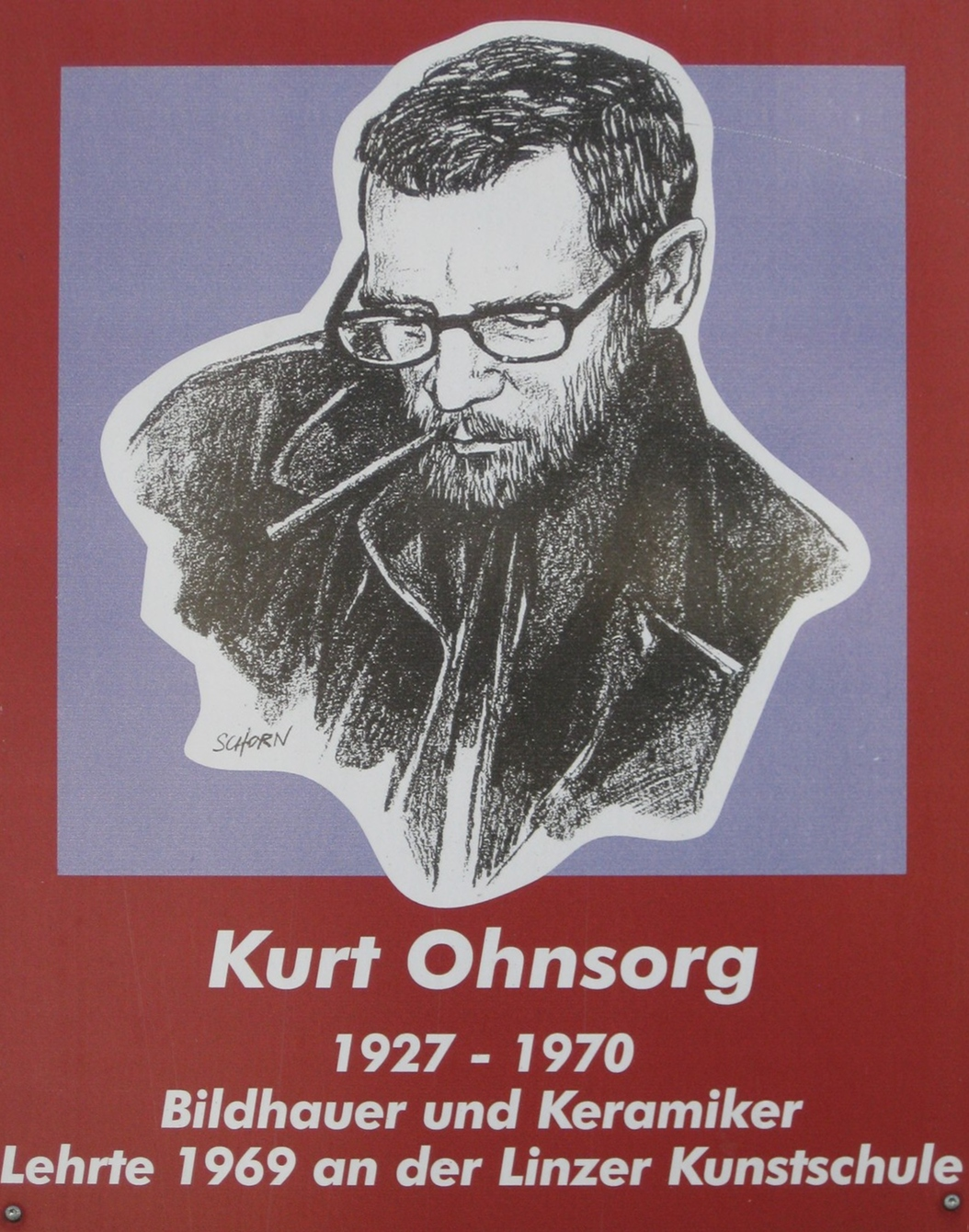
Kurt-Ohnsorg-Weg im Josef-Bohmann-Hof in Donaustadt

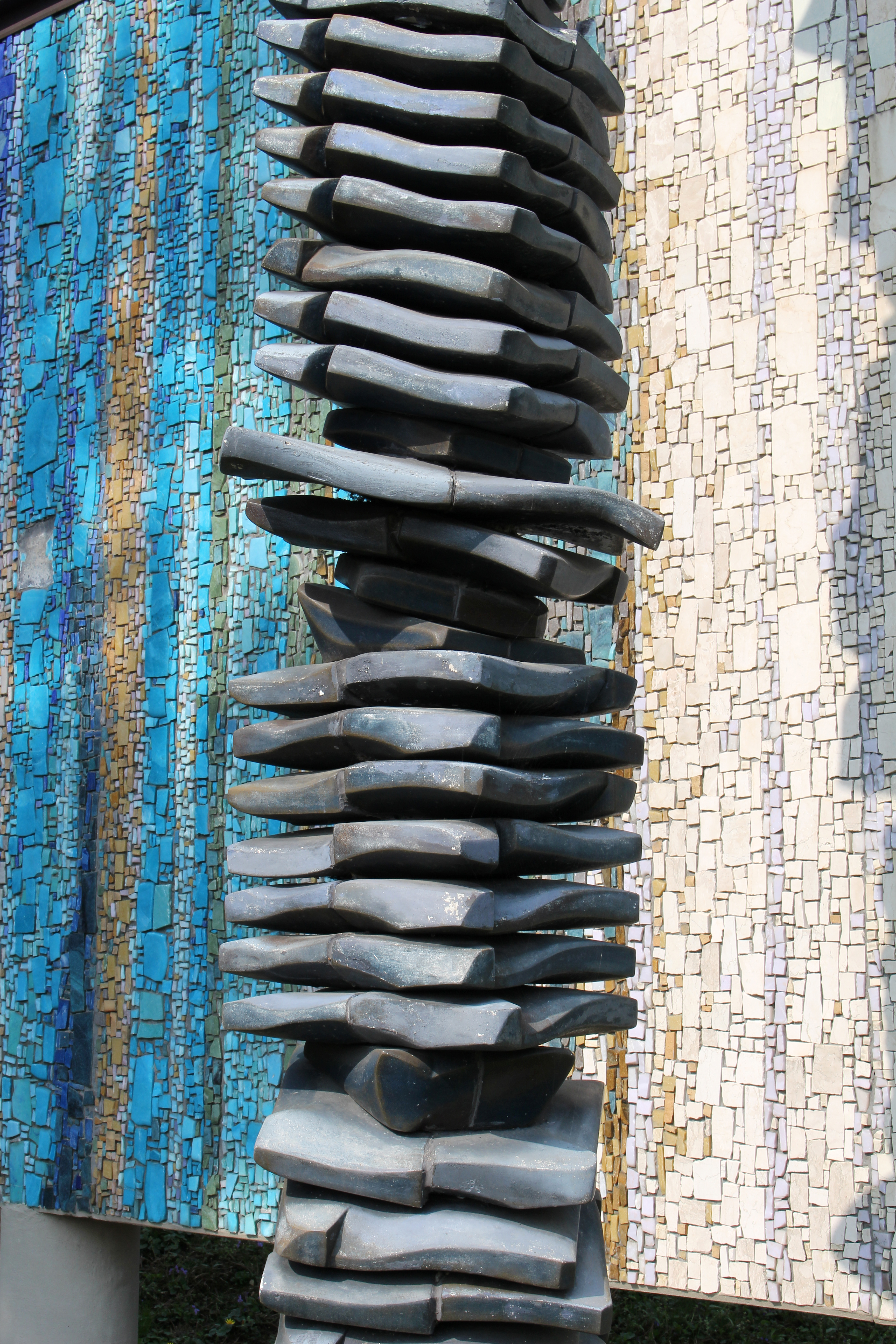
„Bewegungsrhythmus“ (1970) von Kurt Ohnsorg

Kurt Ohnsorg (* 25. Dezember 1927 in Sigmundsherberg, Niederösterreich; † 22. September 1970 in Gmunden, Oberösterreich) war ein österreichischer Keramiker und Hochschullehrer.

## Leben und Wirken
Kurt Ohnsorg war ein Pionier der Modernen Keramik in Österreich. Er studierte an der damaligen Akademie für Angewandte Kunst Wien (bei Robert Obsieger; Diplom für Keramik 1950) und erwarb anschließend vertiefte künstlerische und praktische Kenntnisse als Gast in Keramikstudios in Paris und Rom (bis 1954). Er arbeitete parallel auch in Betrieben der österr. Keramikindustrie (Gmundner Keramik, anschließend Schleiss-Keramik, beide Gmunden) und fertigte keramische Kleinfiguren und Szenen (meist als Unikate) für den kommerziellen Markt an (1950–1960), um seinen Lebensunterhalt zu verdienen.
Er wollte jedoch Keramik vor allem als Medium der Kunst betreiben und gründete daher parallel in Wien bereits 1954 ein Keramik-Experimentalstudio und übernahm 1955 die sog. Handwerkstatt der Keramikerin Herta Bei in der Porzellangasse (sic!) 26 in Wien, die bis heute (als Keramik-Werkstatt) weiter besteht. Er gründete dann 1961 (mit Alfred Seidl, in der Rechtsform eines Vereins) das Josef-Hoffmann-Seminar für keramische Gestaltung in Wien, das zwar die Zusammenarbeit von Industrie, Gewerbe und Kunst verfolgte, aber doch die künstlerische Dimension in den Vordergrund stellte (und als Verein nach dem Tod Ohnsorgs (1970) noch bis 1978 existierte).
1961 wechselte Kurt Ohnsorg als Designer von der Schleiß-Keramik zur ÖSPAG in Wilhelmsburg und war in deren Kunstkeramik-Studio u. a. beim (Neu-)Design der Serien „Daisy“ und „Corinna“ (Lilienporzellan) tätig, wo er verschiedene bis heute als Sammlerstücke gefragte Formen schuf.
Er rief dann 1963 das Keramiksymposium Gmunden ins Leben und leitete es bis zu seinem Tod 1970. Das Gmundner Symposium war damals das erste Symposium speziell für Keramikkunst weltweit. 2003 wurde es wiederbelebt und findet seither regelmäßig statt.
1969 wurde Ohnsorg an die Kunstschule der Stadt Linz (heute: Universität für künstlerische und industrielle Gestaltung Linz) berufen und begründete dort die (bis heute als Abteilung Plastische Konzeptionen / Keramik bestehende) Meisterklasse Keramik. Dieses Wirken endete aber bereits 1970 durch seinen Freitod, und sein damaliger Assistent Günter Praschak übernahm dann ab 1972 die Lehrkanzel/Meisterklasse Keramik, die später nach der Emeritierung von Praschak (2004) zunächst durch Maria Baumgartner interimistisch geleitet; und nach wechselnden Gastprofessuren ab 2008 durch Frank Louis übernommen wurde.
Ohnsorgs Werke befinden sich in zahlreichen öffentlichen und privaten Sammlungen, wie dem Museum für Angewandte Kunst Wien, der Kunstsammlung des Bundes (Standorte Albertina und MUMOK), dem Lentos Kunstmuseum Linz, den Kunstsammlungen der Länder Oberösterreich, Niederösterreich und Wien, der Sammlung der Zentralsparkasse der Gemeinde Wien, der Sammlung Conrad H. Lester, den Sammlungen des Kammerhof-Museums Gmunden, dem Musée Ariana (Musée suisse de la céramique et du verre – Schweizer Museum für Keramik und Glas), Genf, u. a.
Er ist auch mit Kunstwerken im öffentlichen Raum (in Wien, Linz oder Gmunden, s. u.) präsent.
Kurt Ohnsorg war Mitglied der Acadèmie Internationale de Céramique (AIC/IAC), der Künstlervereinigung Wiener Künstlerhaus, der Künstlergilde Salzkammergut, des World Crafts Council (WCC), Sektion Österreich und Europa (WCC-Vizepräsident ab 1969), sowie des Oö. Werkbundes.

## Elfriede Jelinek über Werke von Kurt Ohnsorg
Die österr. Nobelpreisträgerin Elfriede Jelinek schrieb 2010 (anlässlich der Ausstellung von Werken Kurt Ohnsorgs in der Zacherlfabrik) in der Zeitung Die Presse:

„Diese wunderbaren Dinge, die Ohnsorg hergestellt hat, haben sehr oft eine Bestimmung, dienen einem Zweck, und es ist eine große Leistung, wenn Schönheit eben auch eine Bestimmung hat, obwohl sie an und für sich ist und für sich gern auch bleiben würde … Das sind Gebrauchsgegenstände, die auch gebraucht werden sollen, und gleichzeitig weisen sie einen streng darauf hin, dass diese Bestimmung vom Benutzer durchgestrichen wird, indem er zu ihrer Nutzung aufgefordert ist. Der Herausgeforderte … hat diese Bestimmung des Werks ausdrücklich genannt und sogar gezeigt bekommen, aber jetzt findet er keinen Ausdruck dafür, was das ist, das er da benützen soll. Die Schönheit hat ihn, als er ein besonders hübsches Arrangement aus Zweigen in diese Vase stecken wollte, ins Gesicht geschlagen, für einen kurzen Moment ist er blind, geblendet, er soll sich der Bestimmung dieser Gegenstände, die so offensichtlich ist, nicht so offen nähern … Was macht die Schönheit da schon wieder für einen Blödsinn, indem sie nicht uns schön gemacht hat, was so viel praktischer wäre, denn dann könnten wir sie ja überallhin mitnehmen, nicht uns also, sondern diese Gegenstände? Sollen wir das aus diesen Werken erfahren, dass sie das, was sie sind, nie eigentlich sein werden, indem man sie benutzt als das, was sie sein können oder sein sollen, und sind sie das nicht mehr, weil sie jederzeit (in Scherben, in Splittern) an ihr Ende kommen könnten, vergänglich, wie sie sind?

(…)

Diese Kunstwerke lassen sich nicht auslegen, sie lassen sich irgendwo hinlegen, aber nicht auslegen. Sie sind keine Auslegware. Da stehen sie, aber nicht in einer Auslage, wo sie aber genauso gut stehen könnten, jederzeit, in der Gewissheit ihrer selbst, zerbrechlich und gleichzeitig an ihrem Endpunkt angelangt zu sein, den der Künstler für sie bestimmt hat. Sie haben die Möglichkeit, nein, die Gewissheit, einmal zu Ende zu sein (wie jedes Leben sie hat), durch einen Gewaltakt oder durch einen Fall, einen Fall von hoch oben, sie haben diese Möglichkeit, aber wir, wir haben die Sicherheit. Vielleicht ist es das: Die Schönheit hat die Möglichkeit, zu Ende zu sein, wir haben auch noch die Sicherheit dazu, dass es ganz bestimmt zu Ende gehen wird. Das ist das Eigenste, das auch diese Kunstwerke enthalten. Sie sind nicht, was sie sind. Sie sind“

## Ausstellungen (Auswahl)

### Personale Ausstellungen
- 1962: Kurt Ohnsorg: Keramische Unikate und Strukturen, Museum für Angewandte Kunst Wien[12][13];
- 1966: Kurt Ohnsorg: Keramik, Zentral-Gebäude der Zentralsparkasse der Gemeinde Wien[14][15];
- 1967: Kurt Ohnsorg, Lubor Těhník: Keramici, Galerie na Betlémském náměstí, Prag (mit Lubor Těhník);
- 1967: Kurt Ohnsorg: Keramische Plastiken und Gefässe – Fritz Riedl: Bildteppiche und Lithographien, Neue Galerie der Stadt Linz / Wolfgang Gurlitt Museum (heute Lentos Kunstmuseum Linz)[16] (mit Fritz Riedl);
- 1967: Ohnsorg, Galerie Junge Generation, Innsbruck;
- 1968: Keramiken: Kurt Ohnsorg, Wien – Lubor Těhník, Prag, Museum für Angewandte Kunst Wien[17][18] (mit Lubor Těhnik);
- 1970: Kurt Ohnsorg: Keramik; Mario Decleva: Malerei, Sezession Wien[19] (mit Mario Decleva);
- 1970: Kurt und Charlotte Ohnsorg: Keramik und Wandteppiche, Stadtmuseum Gmunden (mit Charlotte Ohnsorg);
- 1978: Prof. Kurt Ohnsorg: Keramik, Erste Österr. Spar-Casse, Zweigstelle Porzellangasse 20, Wien;
- 1989: Kurt Ohnsorg – Gedächtnisausstellung, Villa Toscana, Gmunden[20];
- 2017: Kurt Ohnsorg – Keramik aus Leidenschaft. Eine Wiederentdeckung anlässlich seines 90. Geburtstages, NÖ. Dokumentationszentrum für Moderne Kunst, St. Pölten[21].

### Gruppenausstellungen
- 1954: La Triennale di Milano X: Prefabbricazione – Industrial Design, Palazzo della Triennale, Mailand (als Teilnehmer der Delegation Österreichs / Gruppe Schleiß-Keramik)[22];
- 1957: La triennale di Milano XI: Abitazione – Industrial Design, Palazzo della Triennale, Mailand (als Teilnehmer der Delegation Österreichs / Gruppe Schleiß-Keramik)[23];
- 1958: Kunsthandwerk aus Österreich, Kunstgewerbemuseum Zürich (heute: Museum für Gestaltung Zürich)[24];
- 1959: Erste Internationale Keramik-Ausstellung, Ausstellungsgelände an der Esplanade (dieses gestaltet von Friedrich Goffitzer), Gmunden[25];
- 1959: Internationale Ceramiektentoonstelling / L’art de la céramique, Grand Casino, Oostende (Belgien), (Second Congress, Académie Internationale de la Céramique / International Academy of Ceramics – AIC/IAC);
- 1960: La Triennale di Milano XII: La casa e la scuola, Palazzo della Triennale, Mailand (als Teilnehmer der Delegation Österreichs, Thema: „Cultura dell'abitare / Wohnkultur“);
- 1962: Mezinárodní výstava soucasné keramiky / Exposition internationale de la céramique contemporaine, Fucik-Park (Brüsseler Pavillon), Praha/Prag (Third Congress, Académie Internationale de la Céramique / International Academy of Ceramics – AIC/IAC);
- 1963: Oö. Werkbund: Arbeiten von Leo Wollner, Kurt Ohnsorg, Jucunda Wagner-Weinmeister, Gisela Breuninger, Fritz Riedl und Stefan Knapp, Neue Galerie der Stadt Linz / Wolfgang Gurlitt Museum (heute Lentos Kunstmuseum Linz);
- 1963: Austrian Arts and Crafts, Austrian Cultural Forum New York[26];
- 1964: La Triennale di Milano XIII: Tempo libero, Palazzo dell'Arte al Parco, Mailand (als Teilnehmer der Delegation Österreich);
- 1965: Keramik von Künstlern aus 12 Staaten, Internationaler Künstler-Club (IKC), Palais Pálffy, Wien (Werke des 2. und 3. Keramiksymposium Gmunden)[27];
- 1965: Les émaux dans la céramique d’art contemporaine, Musée Ariana, Genève/Genf (Schweiz) (Forth Congress, Académie Internationale de la Céramique / International Academy of Ceramics – AIC/IAC);
- 1966: Formgebungssymposium (ÖSPAG, Werk Wilhelmsburg), ÖSPAG-Vitrine, Albertinapassage, Wien;
- 1966: Architectural Ceramics, Symposium und Ausstellung: (1) Künstlerdorf Ein Hod; (2) Ceramics Pavillon, Eretz Israel Museum, Tel Aviv, Israel (u. a. mit Jean Mayer, Gedula Ogen, Hanna Harag-Zunz, Genia Berger, Luise Schatz);
- 1967: Der blaue Adler – Verband zur Förderung zeitnaher Kunst zeigt aus den Sammlungen seiner Mitglieder und Freunde Grafik, Malerei, Plastik, Wiener Secessionsgebäude (mit Herbert Boeckl, Paul Flora, Adolf Frohner, Kiki Kogelnik, Oswald Oberhuber, Hans Staudacher, Fritz Wotruba u. a.)[28];
- 1967: Keramik und Graphik, Galerie auf der Stubenbastei, Wien (u. a. mit Dieter Schrage, Linda Christanell, Margit Palme, Hans Staudacher);
- 1967: Werke des Gmundner Keramik-Symposiums 1967, Internationaler Künstler-Club (IKC), Palais Pálffy, Wien;
- 1967: Uluslararası Cagdas Seramik / International Contemporary Ceramics, İstanbul Devlet Güzel Sanatlar Akademisi (State Academy of Fine Arts), Istanbul (Fifth Congress, Académie Internationale de la Céramique / International Academy of Ceramics – AIC/IAC);
- 1969: Keramik aus Österreich, Arbeitsgemeinschaft des deutschen Kunsthandwerks e. V., Kunstgewerbemuseum der Stadt Köln;
- 1969: ars porcellana, Galerie nächst St. Stephan, Wien;
- 1969: Keramische, textiele en kinetische Objecten, Galerie De Tor, Amsterdam;
- 1970: Wiener Kunstfonds der Zentralsparkasse Wien 1956–1970: Ausgewählte Künstler, Zweiganstalt Operngasse der Zentralsparkasse der Gemeinde Wien[29];
- 1970: 25 x Österreich. Kulturelle Akzente 1945–1970, Museum für Angewandte Kunst Wien, Säulenhof[30];
- 1972: International Ceramics 1972, Victoria and Albert Museum, London (exhibition in conjunction with: Académie Internationale de la Céramique / International Academy of Ceramics AIC/IAC (Seventh Congress), and the Craftsmen & Potters' Association of Great Britain);
- 1972: Kurt Ohnsorg und sein Kreis: Tapisserie, Metall, Keramik (Barbara Niemann, Günter Praschak, Kurt Ohnsorg, Anton Raidel, Kurt Spurey und Gerda Spurey), Museum für Angewandte Kunst Wien & Austrian Crafts Council, Altes Haus (Säulenhof), Stubenring;
- 1974: Keramik der Gegenwart (Franz Josef Altenburg, Gudrun Wittke-Baudisch, Rosemarie Benedikt, Kurt Ohnsorg, Günter Praschak, Anton Raidel, Kurt Spurey, Rudolf Wächter), Galerie „Am Graben“, Wien;
- 1978: Keramik, Zentralsparkasse der Gemeinde Wien (Kurt Spurey, Anton Raidel, Kurt Ohnsorg, Rudolf Wächter, Rosemarie Benedikt);
- 1981: Österreichische Keramik 1900–1980, Stadtmuseum Nordico, Linz; Museum für Angewandte Kunst Wien, Stmk. Landesmuseum Joanneum Graz, Museum Carolinum-Augusteum Salzburg[31];
- 1982: Kunst zum Kennenlernen. Aus der Sammlung Z, Zentralgebäude der Zentralsparkasse der Gemeinde Wien;
- 1988: Begegnungen – eine Gemeinschaftsausstellung Österr. und Ungar. Künstler, Magyar Nemzeti Galéria (Ungarische Nationalgalerie), Budapest, und Zentralgebäude der Zentralsparkasse der Gemeinde Wien[32];
- 1989: Keramik Österreich, Galerie Böwig, Hannover[33];
- 1990: Zeitgenössische Keramik aus Österreich, Keramion Museum, Frechen b. Köln;
- 1994: IAC – International academy of ceramics / Mezinárodní akademie keramiky Praha 1994, Uměleckoprůmyslové museum v Praze (Kunstgewerbemuseum Prag), Tschechien;
- 2004: Exponate vom internationalen Keramik-Symposium Gmunden (1964–1969), Volkskundemuseum Gmunden, Pepöck-Haus;
- 2008: Keramik: Hedwig Schraml, Gudrun Wittke-Baudisch, Kurt Ohnsorg, Gerhard Weigl, Franz Josef Altenburg, Anton Raidel, Heinz Pilz, Gabriele Hain, Kammerhofgalerie Gmunden (anlässlich des 80-jährigen Bestehens der Künstlergilde Salzkammergut, im Rahmen der Oberösterreichischen Landesausstellung 2008, 20. April bis 25. Mai 2008)[34];
- 2009: Gefäß und Skulptur. Deutsche und internationale Keramik seit 1946, Ausstellung im Grassimuseum, Leipzig[35];
- 2010: Kurt Ohnsorg; Sepp Auer; Björn Kämmerer, Margherita Spluttini, Ausstellung in der Zacherlfabrik, Wien;
- 2012: Dinge, schlicht und einfach, Design-Ausstellung im Museum für Angewandte Kunst Wien;

## Werke (Auswahl)
Ein erstes, von Elisabeth Baumgartner und Claudia Mayer-Rieckh erarbeitetes, inzwischen über 500 Werke von Kurt Ohnsorg umfassendes Werkverzeichnis mit Abbildungen befindet sich in der Publikation „Kurt Ohnsorg. Keramik aus Leidenschaft“, hg. von Carl Aigner und Reinhard Linke, Weitra 2017: Verlag Bibliothek der Provinz, ISBN 978-3-99028-657-9, S. 122–153. Hier (beim Wikipedia-Artikel) sind nun lediglich einige Werke angeführt, die dzt. öffentlich zugänglich sind, sei es im WWW oder im öffentlichen Raum.

### Werke mit Abbildung im WWW
- Vase (1957)[36];
- Vase Seladon „Corinna“ (1961)[37]
- Div. Objekte (Schalen, Vasen) mit farbigen Glasuren (1961/62), ausgestellt 1962 im Josef-Hoffmann-Seminar für keramische Gestaltung[38];
- Div. Objekte (Schalen, Objekte, Skulpturen) (1958–1970), ausgestellt 2010 in der Zacherlfabrik Wien[39],
- Vase (1964), Sammlung des MUMOK Wien[40];
- Vase (Staatspreis für angewandte Kunst 1968)[41];
- Objekt „Kerzenständer“ (1969)[42];
- Kurt Ohnsorg: Keramik aus Leidenschaft, in: kr – Keramische Rundschau, Fachzeitschrift der Bundesinnung der Hafner, Platten- und Fliesenleger, Keramiker, des Österreichischen Kachelofenverbandes sowie Österreichischen Fliesenverbandes, Wien, Heft 2 (2017)[43], mit Abb. div. Keramikobjekte 1955–1968 (aus der Ohnsorg-Ausstellung St. Pölten 2017);

### Werke im öffentlichen Raum
- Relief (1950?), gestaltet für das Große Festspielhaus Salzburg (dort jedoch nicht permanent montiert)[44];
- Wandinstallation und Weihwassergefäße (1960), montiert in der Kapelle im ehem. Studentenhaus der Caritas (Wien 1, Seilerstätte 30)[45][46];
- Relief (1964), montiert in der Zentralsparkasse der Gemeinde Wien, Zweigstelle Simmeringer Hauptstraße 98 (mit Barbara Niemann);
- Keramik-Stadtwappen (1965) im öffentlichen Raum (Gmunden, Trauntor)[47] (mit Anders B. Liljefors und Alfred Zinhobel);
- Relief „Dynamische Gestaltung“ (1965), aufgestellt im öffentlichen Raum (Wien 10, Gesellenheim Zohmanngasse 28 / Brunnenweg);
- Objekt „Vogeltränke“ (1966), aufgestellt im öffentlichen Raum (Wien 20, Klosterneuburger Straße / Dietmayrgasse);
- Skulptur (1966), entstanden beim Architectural Ceramic Seminar in Ein Hod, dzt. aufgestellt im Moskovich-Skulpturen-Park, Künstlerdorf Ein Hod, Israel[48]
- Porzellansäule (1968), aufgestellt im öffentlichen Raum (Bundesbildungsheim und Seminarzentrum Raach am Hochgebirge, Vorplatz);
- Plastik „Bewegungsrhythmus“ (1968) aufgestellt im öffentlichen Raum (Wien 14, Linzer Straße 452);
- „Keramisches Relief“ (1970), angebracht im öffentl. Raum (Chemiehochhaus der Technischen Hochschule Wien, Getreidemarkt);
- „Keramisches Relief“ (1970), angebracht im öffentl. Raum (Bürogebäude des ÖAMTC Oberösterreich, Linz (mit Fritz Goffitzer))[49];

## Auszeichnungen, Preise
- Förderungspreis des Wiener Kunstfonds[50] (1958);
- Theodor-Körner-Preis (1960);
- Goldmedaille der Académie Internationale de Céramique (1962);
- Förderungspreis des Bundesministeriums für Unterricht und Kunst (1962);
- Preis der Stadt Wien für Bildende Kunst, Sparte: Angewandte Kunst (1965)[51];
- Silbermedaille der Académie Internationale de Céramique (1965);
- Österreichischer Staatspreis für angewandte Kunst (1968)[52];
- Verleihung des österr. Berufstitels „Professor“ (1968);
- Kulturpreis des Landes Niederösterreich (Würdigungspreis für Bildende Kunst) (1970);
- Wahl zum Chairman, World Crafts Council, European Section (1970; damit auch zum Vice Chairman des WCC weltweit);
- Benennung des „Kurt-Ohnsorg-Weg“ im 22. Wiener Gemeindebezirk (1977) nach Kurt Ohnsorg[53]

## Veröffentlichungen von Kurt Ohnsorg
- Biografie (Manuskript) (1960), in: basis wien – Mappe Kurt Ohnsorg[54], auch in Carl Aigner u. a. (Hg.): Kurt Ohnsorg – Keramik aus Leidenschaft, Weitra etc. 2017, Verlag Bibliothek der Provinz, S. 162.
- Rede anlässlich der Eröffnung des Josef Hoffmann Seminars für keramische Gestaltung, gehalten im Museum für Angewandte Kunst Wien am 16. November 1961, abgedruckt in: Karl Mrazek: Das Josef Hoffmann-Seminar für keramische Gestaltung, in: Museum für Angewandte Kunst Wien (Hg.): Alte und moderne Kunst. Österreichische Zeitschrift für Kunst, Kunsthandwerk und Wohnkultur, 7. Jg. Nr. 54/55 (1962), ISSN 0002-6565, S. 39, auch online, abgefragt am 22. März 2017[55];
- (Hg.) Keramische Unikate und Strukturen. Aus der eigenen Werkstätte und in Zusammenarbeit mit der ÖSPAG (Katalog zur Ausstellung vom 12. April bis 13. Mai 1962), Wien 1962: Österr. Museum für Angewandte Kunst (heute: MAK);
- Internationales Gmundner Sommerseminar für Keramik 1964. In: Oberösterreich. Landschaft, Kultur, Wirtschaft, Fremdenverkehr, Sport (Zeitschrift); Jg. 14 (1964), Heft 3/4, S. 40–41.
- (Hg.) Internationales Sommerseminar für Keramik 1964: Formen, Wien 1964: Erwin Metten GmbH (Fotografie: Hans Prillinger; 32 Blatt)[56];
- (Hg.) Internationales Sommerseminar für Keramik 1965: Raum und Farbe, Wien 1965: Erwin Metten GmbH (Fotografie: Hans Prillinger; 22 Blatt);
- Kurt Ohnsorg (Hg., 1966): Internationales Sommerseminar für Keramik 1966: Vielfalt der Techniken, Wien 1966: Erwin Metten GmbH (Fotografie: Hans Prillinger; 12 Blatt)[57];
- (Hg.) Internationales Sommerseminar für Keramik 1967: Gefäße, Wien 1967: Erwin Metten GmbH (Fotografie: Hans Prillinger; 14 Blatt)[58];
- Keramik heute und wie sie gelehrt werden kann. Prof. Kurt Ohnsorg erläutert sein Programm, in: Oberösterreichische Nachrichten, Printausgabe 30. August 1967, S. 4.
- Charlotte Blauensteiner / Kurt Ohnsorg Interview Kurt Ohnsorg mit Charlotte Blauensteiner, in: md – möbel interior design. Internationale Fachzeitschrift für Objekt- und Wohnbereich, Planung, Beratung, Einrichtung, Verkauf, 14. Jg. 1968 Nr. 3, ISSN 0343-0642, S. ?;
- Konzept für ein Keramikstudium in Linz, unveröff. Manuskript, in: Archiv der Stadt Linz[59], auszugsweise veröff. in: Carl Aigner: „… in Linz den entsprechenden Nachwuchs für ein europäisches Geschehen auf dem Sektor Keramik heranzubilden“. Zur Etablierung der Professur und Meisterklasse für keramische Plastik an der ehemaligen Kunstschule der Stadt Linz, in: Carl Aigner u. a. (Hg.): Kurt Ohnsorg – Keramik aus Leidenschaft, Weitra etc. 2017, Verlag Bibliothek der Provinz, S. 28[60];
- Keramik ist ein umfassender Begriff …, undatierter Text, später abgedruckt in: Einladung zur Eröffnung der Ausstellung Prof. Kurt Ohnsorg (1978), Erste österr. Spar-Casse, Wien, Filiale Porzellangasse, dieser Text auch in: „Was Ohnsorg geschaffen hat, war etwas ganz Besonderes“. Carl Aigner und Reinhard Linke im Gespräch mit Paul Twaroch, in: Carl Aigner u. a. (Hg.): Kurt Ohnsorg – Keramik aus Leidenschaft, Weitra etc. 2017, Verlag Bibliothek der Provinz, S. 113.
- (Hg.) 6. Internationales Keramiksymposium Gmunden (1969), Beilage zur Zeitschrift kunst + handwerk, ISSN 2365-5305, Nr. 10/1969 (Beilage), unpag. S. III–XII;
- Peter Kraft / Kurt Ohnsorg Das Entwicklungsland liegt vor der Haustür. Gespräch mit dem Keramiker Kurt Ohnsorg in Gmunden, in: Amtliche Linzer Zeitung, Printausgabe 20. Juni 1969, S. 567–568.
- Ein moderner Keramiker – Ohnsorg über Ohnsorg, in: Museum für Angewandte Kunst Wien (Hg.): Alte und Moderne Kunst, 15. Jg. Nr. 112 (1970), ISSN 0002-6565, S. 37–39[61];
- Gedanken zur Arbeit – ein Manifest, in: Carl Aigner / Reinhard Linke (Hg.): Kurt Ohnsorg. Keramik aus Leidenschaft, Weitra u. a. 2017: Bibliothek der Provinz, ISBN 978-3-99028-657-9, S. 41–42 (redigierter Text aus Ohnsorg 1970b und Ohnsorg 1989, beruhend auf Ohnsorg 1961).